# Willem de Zwart
Wilhelmus Henricus Petrus Johannes (Willem) de Zwart (Den Haag 16 mei 1862 - aldaar, 11 december 1931) was een Nederlandse schilder, tekenaar, etser, aquarellist en plateelschilder.

## Leven en werk
De Zwart studeerde van 1876 tot 1880 aan de Koninklijke Academie van Beeldende Kunsten in Den Haag. Hij woonde en werkte in Den Haag tot 1894. In 1883 verbleef hij tijdelijk in Parijs. Tot 1896 woonde hij in Soest, tot 1898 in Hilversum, tot 1900 in Laren, van 1900 tot 1905 in Amsterdam en tot 1917 in Veur. In 1917 keerde hij terug naar Den Haag, waar hij in 1931 overleed. Verder werkte hij ook veel in Scheveningen, Voorburg en Bloemendaal.
Het werk van Willem de Zwart vertoont een breed scala aan onderwerpen: landschappen, stadsgezichten, portretten en stillevens, weergegeven in een naturalistisch-impressionistische stijl. Hij viel op binnen de Haagse School door zijn uitbundig kleurgebruik. Zijn werk toont verwantschap met het op mens en stad gerichte Amsterdams impressionisme.
In de keuze van zijn onderwerpen behoorde Willem de Zwart tot de Haagse School, in zijn stijl en kleurgebruik tot de Amsterdamse impressionisten. Hij wordt dan ook wel de 'Haagse Breitner' genoemd. Zijn landschappen, figuurstukken en stillevens schilderde hij met een vlotte, gedurfde penseelstreek. De verf bracht hij dik aan, soms direct uit de tube, met felle kleurtoetsen in uitbundige roden, gelen en blauwen, waardoor zijn schilderijen een bijzondere levendigheid kregen.
De Zwart werkte drie jaar voor de Plateelbakkerij Rozenburg. Hij was ook lid van de Nederlandsche Etsclub, Arti et Amicitiae en Pulchri Studio. Hij ontving verschillende onderscheidingen op internationale en nationale tentoonstellingen.
Musea waarin zijn werk valt te bezichtigen, zijn o.a. het Kunstmuseum Den Haag en het Kröller-Müller Museum in Otterlo.

## Lijst van werken
| Datering  | Titel                                            | Type       | Verblijfplaats                           | Afbeelding |
| --------- | ------------------------------------------------ | ---------- | ---------------------------------------- | ---------- |
| 1880-1890 | Stilleven met appels op een Delfts blauwe schaal | Schilderij | Rijksmuseum Amsterdam, Amsterdam         |            |
| 1886-1931 | Brug over de gracht                              | Schilderij | Museum Boijmans Van Beuningen, Rotterdam |            |
| Ca. 1890  | Aan het strand                                   | Schilderij | Dordrechts Museum, Dordrecht             |            |
| Ca. 1890  | Straat in Montmartre                             | Schilderij | Rijksmuseum Amsterdam, Amsterdam         |            |
| 1890-1894 | Rijtuigen met wachtende koetsiers                | Schilderij | Rijksmuseum Amsterdam, Amsterdam         |            |
| Ca. 1895  | Het strand van Scheveningen                      | Tekening   | Kunsthandel Simonis & Buunk, Ede         |            |

- Biografisch Portaal: 09566219
- Gemeinsame Normdatei: 174293089
- International Standard Name Identifier: 0000 0000 6704 4076
- Library of Congress Control Number: n84158518
- Nederlandse Thesaurus van Auteursnamen: 070060150
- RKD-Nederlands Instituut voor Kunstgeschiedenis: 86730
- SNAC: w6mk9w64
- Système universitaire de documentation: 254033881
- Union List of Artist Names: 500013752
- Virtual International Authority File: 18629300
- WorldCat: E39PBJx4t4kdVbTMmwkJ73cpT3